# 布萊克萊克 (加利福尼亞州)
布萊克萊克（英語：Blacklake）是位於美國加利福尼亞州聖路易斯-奧比斯保縣的一個人口普查指定地區。

## 地理
布萊克萊克的座標為35°02′59″N 120°32′19″W / 35.04972°N 120.53861°W，而該地最高點為海拔高度104米（即341英尺）。

## 人口
根據2010年美國人口普查的數據，布萊克萊克的面積為2.71平方千米，均為陸地。當地共有人口930人，而人口密度為每平方千米343人。